# Edirnespor
 (septembre 2024).
La mise en forme du texte ne suit pas les recommandations de Wikipédia : il faut le « wikifier ».
Les points d'amélioration suivants sont les cas les plus fréquents. Le détail des points à revoir est peut-être précisé sur la page de discussion.
- Les titres sont pré-formatés par le logiciel. Ils ne sont ni en capitales, ni en gras.
- Le texte ne doit pas être écrit en capitales (les noms de famille non plus), ni en gras, ni en italique, ni en « petit »…
- Le gras n'est utilisé que pour surligner le titre de l'article dans l'introduction, une seule fois.
- L'italique est rarement utilisé : mots en langue étrangère, titres d'œuvres, noms de bateaux, etc.
- Les citations ne sont pas en italique mais en corps de texte normal. Elles sont entourées par des guillemets français : « et ».
- Les listes à puces sont à éviter, des paragraphes rédigés étant largement préférés. Les tableaux sont à réserver à la présentation de données structurées (résultats, etc.).
- Les appels de note de bas de page (petits chiffres en exposant, introduits par l'outil «  Source ») sont à placer entre la fin de phrase et le point final[comme ça].
- Les liens internes (vers d'autres articles de Wikipédia) sont à choisir avec parcimonie. Créez des liens vers des articles approfondissant le sujet. Les termes génériques sans rapport avec le sujet sont à éviter, ainsi que les répétitions de liens vers un même terme.
- Les liens externes sont à placer uniquement dans une section « Liens externes », à la fin de l'article. Ces liens sont à choisir avec parcimonie suivant les règles définies. Si un lien sert de source à l'article, son insertion dans le texte est à faire par les notes de bas de page.
- La présentation des références doit suivre les conventions bibliographiques. Il est recommandé d'utiliser les modèles {{Ouvrage}}, {{Chapitre}}, {{Article}}, {{Lien web}} et/ou {{Bibliographie}}. Le mode d'édition visuel peut mettre en forme automatiquement les références.
- Insérer une infobox (cadre d'informations à droite) n'est pas obligatoire pour parachever la mise en page.

Pour une aide détaillée, merci de consulter Aide:Wikification.
Si vous pensez que ces points ont été résolus, vous pouvez retirer ce bandeau et améliorer la mise en forme d'un autre article.
Maillots
Edirnespor est un club de football turc basé dans la ville d'Edirne. Il évolue pour la saison 2024-2025 évoluant en 3ème Ligue soit la quatrième division turque. Il a au cours de son histoire passé vingt saisons en deuxième division nationale.

## Histoire
Le premier président d'Edirnespor, fondée professionnellement le 9 mai 1966 par la fusion avec Meriçspor et Suspor, fut Rahmi Akıncı,.
Après avoir joué brièvement en 1ère Ligue, Edirnespor est relégué en 2ème Ligue lors de la saison 1968-1969,.
Après avoir longtemps évolué en 1ère Ligue, 2ème Ligue et 3ème Ligue, il est relégué en "Ligue Amateur". Promu à nouveau en 3e Ligue après 18 ans.

## Palmarès
- 3. Championnat de la Ligue de Football (2) : 1977-78, 1993-94

## Parcours
- 1. Ligue : 20 saisons

1966-1969, 1978-1990, 1994-1999
- 2. Ligue : 15 saisons

1969-1978, 1990-1994, 1999-2001
- 3. Ligue : 6 Saisons

2001-2003, 2020-
- Ligue Régionale Amateur : 5 Saisons

2015-2020
- Ligue Amateur : 12 Saisons

2003-2015